# Thollet
Thollet är en kommun i departementet Vienne i regionen Nouvelle-Aquitaine i västra Frankrike. Kommunen ligger i kantonen La Trimouille som tillhör arrondissementet Montmorillon. År 2022 hade Thollet 163 invånare.

## Befolkningsutveckling
Antalet invånare i kommunen Thollet
| Referens: INSEE |